# Bannykus
Bannykus wulatensis
Genre
Espèce
Bannykus est un genre fossile de dinosaures théropodes alvarezsauriens du Crétacé inférieur (Aptien), soit entre 121,4 et 113,2 millions d'années avant notre ère. Il a été découvert dans la formation géologique de Bayin-Gobi dans la région autonome de Mongolie-Intérieure en Chine. 

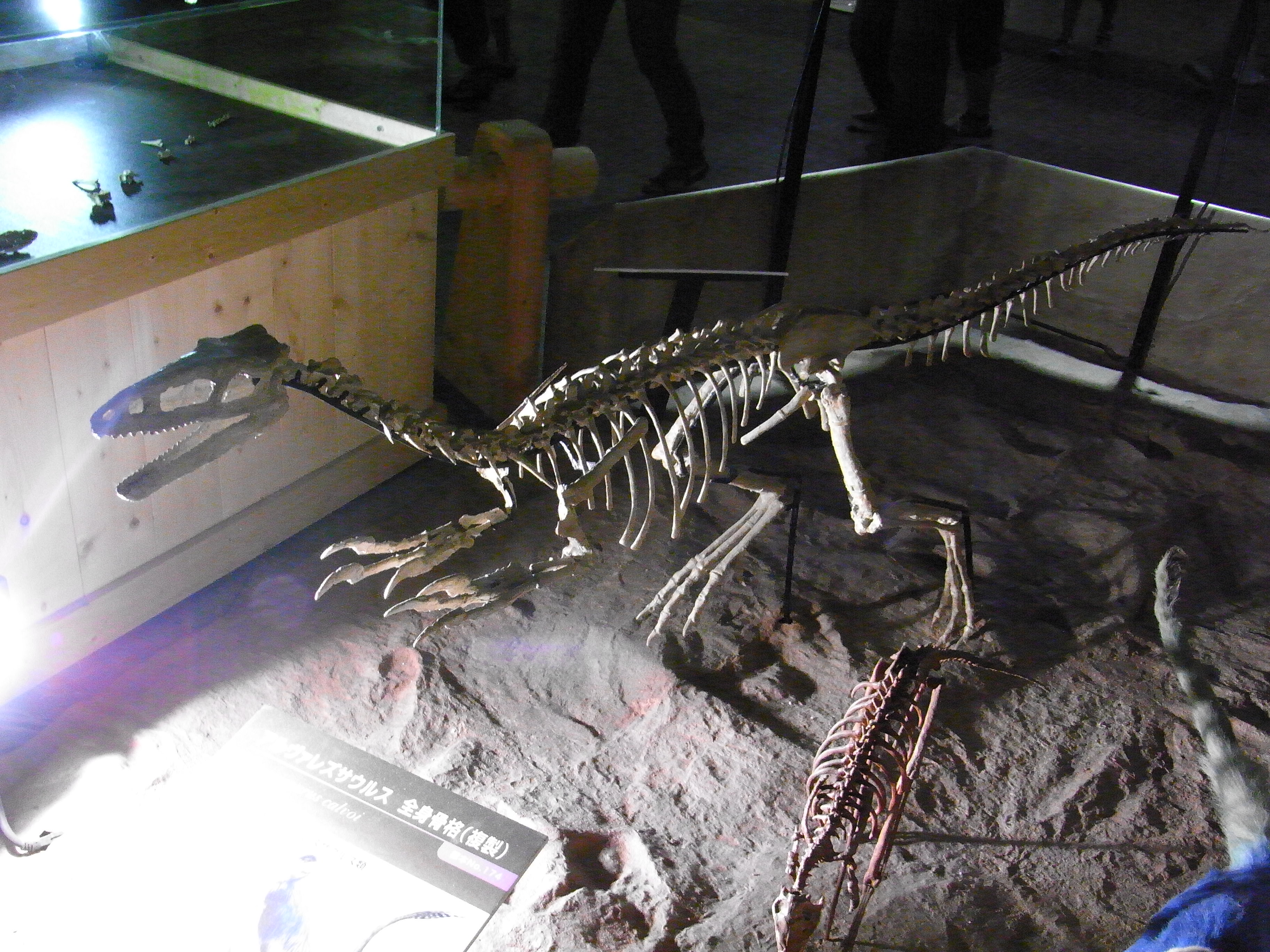

Une seule espèce est rattachée au genre : Bannykus wulatensis, décrite par Xu Xing et ses collègues en 2018, dans une publication où elle est décrite avec une autre genre d'alvarezsauriens avec lequel il vivait : Xiyunykus.

## Classification
Les deux genres Bannykus et Xiyunykus, décrits en 2018, par Xu et ses collègues, comblent l'intervalle gigantesque de près de 70 millions d'années qui existait entre le primitif Haplocheirus âgé d'environ 160 Ma (millions d'années) et les Alvarezsauria évolués (dont les Alvarezsauridae) du Crétacé supérieur connus à partir d'environ 94 Ma (millions d'années).

## Description
Bannykus wulatensis est un grand alvarezsaurien, avec une masse de 24 kg extrapolée à partir de la circonférence des fémurs.
Il montre une morphologie crânienne et post-crânienne intermédiaire entre, d'une part les mains caractéristiques à trois doigts avec des griffes des théropodes comme l'alvarezsaurien primitif Haplocheirus du Jurassique supérieur (Oxfordien) et, d'autre part, les mains et dents très réduites des alvarezsauridés du Crétacé supérieur.